# Francisco Muniz Tavares
Francisco Muniz Tavares (Recife, 16 de fevereiro de 1793 — Recife, 23 de outubro de 1876) foi um escritor, historiador e parlamentar brasileiro. Doutor em Teologia pela Universidade de Paris, tornou-se Padre e, mais tarde, monsenhor.